# Воронцов, Иван Александрович
Иван Александрович Воронцов (1894—1937) — начальник Главного управления пограничной охраны и войск ОГПУ, затем начальник Главной инспекции по милиции и угрозыску ОГПУ. Расстрелян в 1937 году, реабилитирован посмертно.

## Биография
Родился в семье поднадзорного приходского священника и дочери политического ссыльного в Можайском уезде.
В 1915 году окончил 5 классов Московской семинарии и с того же года участвовал в революционном движении. Окончив Московскую семинарию, был студентом Московского университета, владел немецким и французским языками.
В 1917 году секретарь Замоскворецкого районного суда, помощник комиссара по уголовно-следственным делам Москвы. Член РКП(б) с 1918 года; в РККА с того же года.
В органах ВЧК-ГПУ сентября 1918 года : в1919 - 1921 годах начальник особого отдела 6-й армии, затем 14-й армии и Особого отдела охраны границы с Румынией и Польшей, особого отдела Киевского военного округа. Провёл ряд успешных операций по борьбе с бандитскими формированиями на Украине.
С сентября 1922 года начальник административно-организационного управления ГПУ-ОГПУ СССР, одновременно с 6 ноября 1929 года начальник Главного управления пограничной охраны и войск ОГПУ; с 1931 года начальник Главной инспекции по милиции и угрозыску ОГПУ.
В июле 1931 года  за участие в коллективном выступлении группы руководящих сотрудников ОГПУ СССР против первого заместителя председателя ОГПУ Г. Г. Ягоды снят со всех постов и уволен из органов ОГПУ. В последующем находился на хозяйственной работе, с 1931 года заместитель начальника Главного управления народного питания в системе НК снабжения, НК пищевой промышленности СССР (главный инспектор в 1932—1937 годах).
17 июля 1937 арестован. Внесён в сталинский расстрельный список от 1 ноября 1937 года (список №5 "Быв.ответ. работники Наркоматов"- "за 1-ю категорию  Молотов,Сталин, Ворошилов, Каганович, Жданов ). Приговорен к ВМН 25 ноября 1937 года ВКВС СССР. Расстрелян в ночь на 26 ноября 1937 года. Захоронен на территории Донского кладбища Москвы, в т. н. Общей могиле № 1 невостребованных прахов. 6 июня 1956 реабилитирован ВКВС СССР.

### Награды
Награждён орденом Красного Знамени, Трудового Красного Знамени, Красной Звезды, знаком «Почётный работник ВЧК-ОГПУ».

## Семья
Жена - Гнуни Нина Аркадьевна (1910-2000) 
Сын - Воронцов Михаил Иванович (1934-2017)
Внук - Иван Михайлович Воронцов (08.08.1972), российский журналист, главный редактор РИА "Банки и Финансы", хранитель национальной коллекции платёжных карт России